# Lac-Cabasta
Lac-Cabasta est un territoire non organisé situé dans la municipalité régionale de comté de la Matawinie, dans la région administrative de Lanaudière, au Québec.